# Jacksonville University
La Jacksonville University è un'università statunitense privata con sede a Jacksonville, in Florida.

## Storia
L'università fu fondata nel 1934 come William J. Porter University per poi divenire l'anno successivo Jacksonville Junior College; per arrivare all'attuale denominazione bisogna attendere il 1958 quando l'ateneo venne istituito dalla fusione con il Jacksonville College of Music.
L'apertura negli anni settanta di un istituto pubblico come la University of North Florida, situata geograficamente vicina a quella di Jacksonville, ha provocato danni economici non indifferenti.

## Sport
I Dolphins, che fanno parte della NCAA Division I, sono affiliati alla Atlantic Sun Conference. La pallacanestro e il football americano sono gli sport principali, le partite interne vengono giocate al D. B. Milne Field e indoor alla Jacksonville Veterans Memorial Arena.

### Pallacanestro
Jacksonville non è uno dei college più rappresentativi nella pallacanestro, conta solamente 5 apparizioni nella post-season, ma nella sua prima partecipazione nel torneo del 1970 è riuscita a raggiungere la finale nazionale dove è stata sconfitta da UCLA; nelle successive edizioni della March Madness a cui ha partecipato non è più riuscita a vincere un match.
I Dolphins non si qualificano alla post-season da quasi 30 anni visto che la loro ultima apparizione è datata 1986.